# Sandy (wokalistka)
Sandy właściwie Sandra Chambers – brytyjska wokalistka, znana przede wszystkim ze współpracy z zespołem Benassi Bros. Jej głos stał się charakterystyczny dla włoskiej muzyki dance i Eurodance. 

## Dyskografia
- 1990s - "Dreamin' Stop"[1]
- 1992 - "Send Me An Angel"[2]
- 1993 - "Breakdown"[2]
- 1995 - "Baby Baby"[3]
- 1995 - "Try Me Out"[3]
- 1995 - "I Don't Wanna Be A Star"[3]
- 1995 - "Bad Boy"[4]
- 1995 - "Dancing with an Angel"[5]
- 1995 - "Wanna Be With You"[6]
- 1995 - "You Know What I Want"[7]
- 1996 - "Megamix"[3]
- 1996 - "My Radio"[8]
- 1997 - "The Power of Love"[3]
- 2002 - "I Miss You"[9]
- 2003 - "Get Better"[10]
- 2003 - "Illusion"[11]
- 2004 - Pumphonia[11]
  - "Get Better"
  - "Illusion"
  - "Turn Me Up"
- 2005 - ...Phobia[11]
  - "Light"
  - "Movin' Up"
- 2005 - "Give It Time"[12]
- 2006 - "Feel Alive"[11]
- 2006 - "Baby Baby"[13]
- 2007 - "Play My Music"[12]
- 2007 - "Get Hot"[14]
- 2008 - "Foundation"[15]
- 2008 - "Make the World Go Round"[15]
- 2008 - "Break the Wall"[16]